# Europagymnasium Klagenfurt
Das Europagymnasium Klagenfurt in der Stadtgemeinde Klagenfurt am Wörthersee in Kärnten ist eines der ältesten Gymnasien in Österreich. Die Allgemeinbildende Höhere Schule setzt heute Schwerpunkte im Unterricht von europäischen Sprachen. Das Schulgebäude steht unter Denkmalschutz.

## Geschichte
Das Gymnasium wurde im Jahr 1552, als Gelehrtenschule der Reformationszeit, unter dem Namen Collegium Sapientiae et Pietatis gegründet und befand sich in einem Nebengebäude des damaligen protestantischen Bethauses (heute Klagenfurter Dom). Nach dem Jahr 1586 übersiedelte es in die heute so genannte (Alte) Burg. In den Jahren 1593 bis 1601 war Hieronymus Megiser Rektor des ausgezeichnet beleumundeten Collegiums. Bis zum Jahr 1601 unterhielten die Landstände die hohe Schule, durch die Gegenreformation wurden sie im Jahr 1604 dem Jesuitenorden übergeben, der sie in ein hochschulisches Jesuitenkolleg umwandelte.
Im Jahr 1773 (dem Jahr der Ordensaufhebung unter Joseph II.) wurde die Schule zum Lyzeum erhoben, seit dem Jahr 1850 wird sie als achtklassiges Gymnasium mit Matura geführt. Das Gymnasium übersiedelte im Jahr 1891 vom heutigen Domplatz in ein neuerrichtetes Gebäude am Völkermarkter Ring. Das alte Schulgebäude wurde daraufhin als Kaserne („Jesuitenkaserne“) und Mietshaus verwendet, bis es nach dem Zweiten Weltkrieg abgerissen wurde.
Im Jahr 1967 teilt sich die Schule ins „Erste Bundesgymnasium“ und ins „Zweite Bundesgymnasium“ (heute BG und BRG Mössingerstraße), doch blieben die zwei Schulen bis zum Jahr 1988 am gleichen Standort. Im Jahr 1970 startete am Zweiten Bundesgymnasium ein Schulversuch unter dem Titel „Realgymnasium unter besonderer Berücksichtigung der musischen Bildung“. Im Jahr 1977 ging daraus das Bundesrealgymnasium Klagenfurt-Viktring hervor. Im Jahr 1999 erfolgte die Umbenennung des Ersten Bundesgymnasiums in „Europagymnasium“. Seit dem 17. Dezember 2008 ist es der Schule auch erlaubt, das Klagenfurter Stadtwappen zu verwenden und auf Dokumenten abzudrucken.
Im Jahr 2016 wurde der Alumni Club Europagymnasium Klagenfurt gegründet.

## Schwerpunkte
Das Europagymnasium ist heute eine Allgemeinbildende Höhere Schule und setzt besondere Schwerpunkte bei der Vermittlung von Sprachfähigkeiten. Folglich bestehen seit dem Jahr 1995 „Europaklassen“, in denen die meisten Gegenstände auf Englisch unterrichtet werden. In diesen Klassen wählen die Schüler in der 3. Klasse (7. Schulstufe) eine weitere Fremdsprache (Italienisch, Spanisch oder Französisch) aus und ab der 5. Klasse (9. Schulstufe) kommt Latein als zusätzlicher verpflichtender Gegenstand dazu. Außerdem werden weitere Sprachen als Freigegenstände oder als sogenannte Wahlpflichtgegenstände angeboten. Neben diesen „Europaklassen“ gibt es auch weitere Schwerpunkte, die von den Schülern als Alternative gewählt werden können (klassisches Gymnasium sowie als Gymnasium mit einem Schwerpunkt in Informatik). Außerdem werden den Schülern durch den Verein Europagymnasium weitere kulturelle, sportliche sowie multilinguale Kurse, die nicht Bestandteil des Lehrplans sind, angeboten.

## Leitung
- seit 2022: Sabine Wintschnig[1]

## Absolventen
Bekannte Absolventen des Europagymnasiums sind unter anderem:
- Werner Drobesch, (* 1957), österreichischer Historiker

- Franz Xaver Freiherr von Wulfen (1728–1805), Entdecker der „Wulfenia carinthiaca“ und des Wulfenits
- Franz Paul von Herbert (1759–1811), Kunstmäzen und Philosoph
- Heinrich Hermann (1793–1865), Domherr und Historiker
- Friedrich Welwitsch (1806–1872), Botaniker
- Josef Stefan (1835–1893), Physiker und Mathematiker
- Thomas Koschat (1845–1914), Komponist
- Anton von Webern (1883–1945), Komponist
- Josef Klaus (1910–2001), Bundeskanzler
- Giselbert Hoke (1927–2015), bildender Künstler[4]
- Harald Scheucher (* 1940), ehemaliger Bürgermeister der Landeshauptstadt Klagenfurt am Wörthersee
- Peter Handke (* 1942), Schriftsteller und Nobelpreisträger
- Arnold Suppan (* 1945), Universitätsprofessor für Osteuropäische Geschichte
- Gert Jonke (1946–2009), Schriftsteller
- Eugen Freund (* 1951), ehemaliger ORF-Korrespondent für die USA
- Egyd Gstättner (* 1962), Schriftsteller
- Werner Suppan (* 1963), Rechtsanwalt und Ersatzmitglied des Verfassungsgerichtshofs
- Rupert Henning (* 1967), Autor und Schauspieler
- Bartolo Musil (* 1974), Komponist und Sänger
- Philip Kucher (* 1981), Nationalratsabgeordneter